# Schwer-in-Ordnung-Ausweis

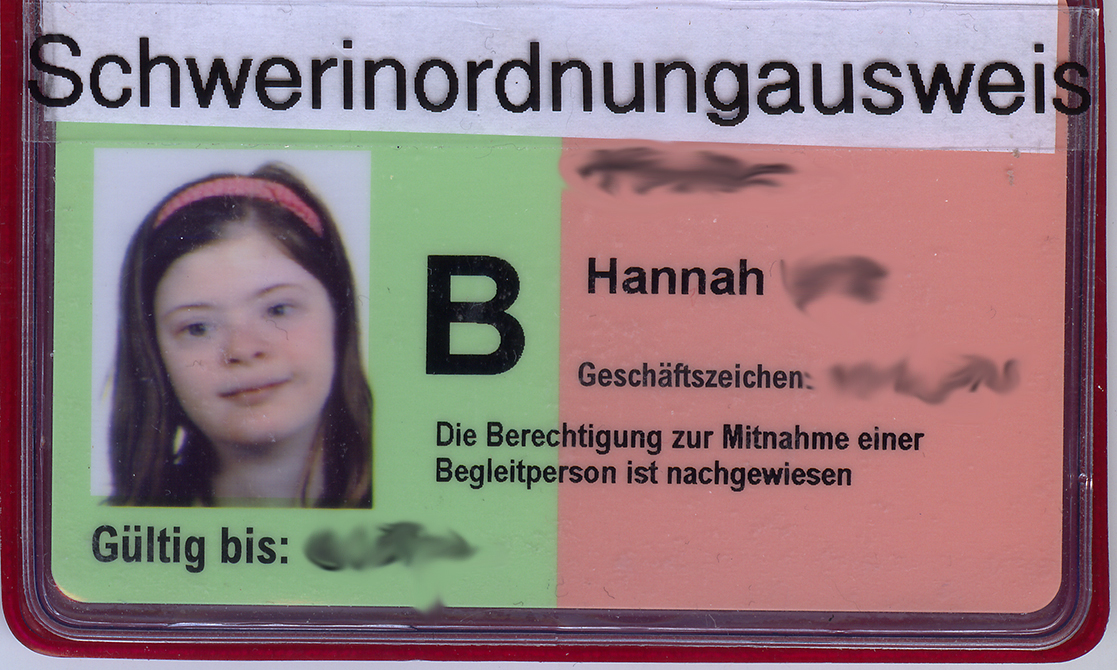
Der Original-Schwerinordnungausweis der Erfinderin

Der Schwer-in-Ordnung-Ausweis (oder Schwerinordnungausweis) ist eine von deutschen Behörden in verschiedenen Bundesländern ausgegebene Ausweishülle, die auf Wunsch oder Antrag zusätzlich zum Schwerbehindertenausweis erhältlich ist.

## Entstehung
Die Idee für die Ausweishülle hatte 2017 die damals 14-jährige Schülerin Hannah Kiesbye aus Pinneberg, die mit dem Down-Syndrom lebt und die sich durch die Bezeichnung ihres Schwerbehindertenausweises diskriminiert fühlte. Sie veröffentlichte dazu einen literarischen Text in der Herbst-Ausgabe 2017 des Magazins „KIDS Aktuell“ des Hamburger Vereins KIDS Hamburg e. V. – Kontakt- und Informationszentrum Down-Syndrom, der sich für Menschen mit Down-Syndrom einsetzt. In dem Text deutete sie die vorhandene Bezeichnung in die aus ihrer Sicht positivere Variante „Schwer-in-Ordnung-Ausweis“ um und präsentierte eine Fotografie einer entsprechend beschrifteten Ausweishülle, die sie gemeinsam mit einer Lehrerin erstellt hatte.
Nachdem zunächst ein Twitter-Nutzer die Idee der Jugendlichen und ihren Text in einem Tweet aufgriff, fand die Umbenennungsidee in sozialen Netzwerken viel positive Resonanz und erhielt in der Folge große Aufmerksamkeit. Bundesweit berichteten darüber zahlreiche Print- und Online-Medien, Rundfunk- und Fernsehsender.
Ein behinderter Junge beantragte daraufhin beim Hamburger Versorgungsamt einen eigenen Schwer-in-Ordnung-Ausweis. Die Hamburger Sozialsenatorin Melanie Leonhard sagte ihm die Ausstellung des Schwer-in-Ordnung-Ausweises zu, wobei sie noch offen ließ, in welcher Form dies erfolgen sollte. Die Umsetzung erfolgte im Dezember 2017 in Form einer bedruckten Ausweishülle, die Schwerbehinderte auf Wunsch kostenlos vom Versorgungsamt Hamburg erhalten können.
Im Januar 2018 teilte die rheinland-pfälzische Sozialministerin Sabine Bätzing-Lichtenthäler mit, dass der Schwer-in-Ordnung-Ausweis auch beim Landesamt für Soziales, Jugend und Versorgung beantragt werden kann und in Rheinland-Pfalz umgehend kostenfrei ausgehändigt wird. Dabei handelt es sich um eine Ausweishülle, die den Schriftzug „Schwerbehindertenausweis“ mit dem Wort „Schwerinordnungausweis“ überdeckt.
In Niedersachsen gibt es seit März 2018 eine gleichartige Ausweishülle. Die Hülle kann wahlweise mit der Aufschrift „Schwer-in-Ordnung-Ausweis“ oder „Meine Teilhabe“ beim Sozialministerium angefordert werden und wird kostenfrei ausgegeben.
In Berlin kann seit April 2018 eine entsprechende Hülle formlos beim Versorgungsamt des Landesamtes für Gesundheit und Soziales angefordert werden.
Auch in Schleswig-Holstein, Brandenburg, Mecklenburg-Vorpommern, Sachsen-Anhalt, Sachsen, Baden-Württemberg, Nordrhein-Westfalen, Bremen und Thüringen werden auf Antrag Ausweishüllen mit dem Aufdruck „Schwer-in-Ordnung-Ausweis“ ausgegeben.
Bis Januar 2019 gaben die Sozialbehörden laut Recherche des NDR bundesweit fast 10.000 Ausweishüllen auf Antrag aus.

## Beschreibung
Der „Schwer-in-Ordnung-Ausweis“ besteht aus einer Plastikhülle, die in einigen Bundesländern auf Wunsch bzw. besonderen Antrag kostenfrei an Schwerbehinderte abgegeben und in die der vorhandene Schwerbehindertenausweis hineingesteckt wird. Es handelt sich in dieser Form zwar um kein amtliches Dokument und auch keinen Verwaltungsakt, dennoch erreichte diese behördliche Maßnahme großes Medienecho und wurde bundesweit bekannt.
Der eigentliche Schwerbehindertenausweis, dessen Gestaltung durch die Schwerbehindertenausweisverordnung bundeseinheitlich geregelt ist, wird in seiner Form und in seiner Beschreibung weiterhin ausgegeben und benötigt. Zudem wird er durch den „Schwer-in-Ordnung-Ausweis“ – bei dem es sich ja nur um eine Ausweishülle handelt – nicht verändert.

## Kritik
Die Behindertenbeauftragte der Bundesregierung, Verena Bentele, sagte im November 2017 in einem Interview auf Spiegel Online: „Das Schwer-in-Ordnung-Sein braucht man bei Menschen mit Behinderungen nicht besonders hervor[zu]heben. Besser wäre es, das Dokument umzubenennen in Teilhabeausweis oder Inklusionsausweis.“ Des Weiteren ist Bentele der Meinung, dass „[…] es besser [wäre], Tatsachen zu benennen, ohne sie zu bewerten.“

## Politische Konsequenzen
Im April 2018 beantragte die Fraktion der FDP im Bundestag unter Bezugnahme auf die Diskussion um den Schwer-in-Ordnung-Ausweis, den Schwerbehindertenausweis in Teilhabeausweis umzubenennen. Der Antrag wurde im Parlament beraten und zur weiteren Ausarbeitung an die Ausschüsse überwiesen. Im Ausschuss für Arbeit und Soziales wurde der Antrag später abgelehnt. Mehrere Parteien erklärten zwar ihre grundsätzliche Sympathie für den Antrag, mahnten jedoch an, dass eine solche Namensänderung nicht über die Köpfe der Betroffenen hinweg entschieden werden sollte.
Am 1. Oktober 2020 zeichnete Bundespräsident Frank-Walter Steinmeier die 17-jährige Hannah Kiesbye, die die Idee für den Schwer-in-Ordnung-Ausweis hatte, mit der Verdienstmedaille des Verdienstordens der Bundesrepublik Deutschland aus.